# Железничка станица Требешица
Железничка станица Требешица је једна од железничких станица на прузи Београд—Бар. Налази се насељу Кос у општини Колашин. Пруга се наставља у једном смеру ка Лутову и у другом према Косу. Железничка станица Требешица састоји се из 3 колосека.

## Повезивање линија
- Пруга Београд—Бар